# Erica leucoclada
Erica leucoclada är en ljungväxtart som först beskrevs av John Gilbert Baker, och fick sitt nu gällande namn av Laurence J. Dorr och E. G. H. Oliv. Erica leucoclada ingår i släktet klockljungssläktet, och familjen ljungväxter. Inga underarter finns listade i Catalogue of Life.